# Night Raid 1931
Night Raid 1931 (閃光のナイトレイド, Senkō no naito reido) est une série d'animation japonaise originale réalisée par Atsushi Matsumoto et produite par les studios A-1 Pictures et Aniplex. Les treize épisodes de la série sont diffusés sur TV Tokyo au Japon du 5 avril 2010 au 28 juin 2010.

## Synopsis
En 1931, à Shanghai, en Chine, agit l'organisation spéciale d'espionnage militaire Sakurai, dans le contexte de l'Armée impériale japonaise envoyée en Chine continentale en raison de la première guerre sino-japonaise, de la guerre russo-japonaise et de la Première Guerre mondiale relativement récentes.

## Personnages

### Sakurai
Aoi Miyoshi (三好 葵, Miyoshi Aoi)
Voix japonaise : Hiroyuki Yoshino (en)
Kazura Iha (伊波 葛, Iha Kazura)
Voix japonaise : Daisuke Namikawa
Natsume Kagiya (鍵谷 棗, Kagiya Natsume)
Voix japonaise : Takanori Hoshino (en)
Yukina Sonogi (苑樹 雪菜, Sonogi Yukina)
Voix japonaise : Yoshiko Ikuta
Shin'ichirou Sakurai (桜井 信一郎, Sakurai Shin'ichirō)
Voix japonaise : Ryūsuke Ōbayashi (en)

### Antagonistes
Isao Takachiho (高千穂 勲, Takachiho Isao)
Voix japonaise : Hiroaki Hirata
Kuse (久世, Kuse)
Voix japonaise : Atsushi Miyauchi (en)
Ichinose (市ノ瀬, Ichinose)
Voix japonaise : Nobuhiko Okamoto

### Autres
Feng Lan (風蘭, Fū Ran)
Voix japonaise : Saki Fujita
Shizune Yusa (遊佐 静音, Yusa Shizune)
Voix japonaise : Ayako Kawasumi
Ichishi (壱師, Ichishi)
Voix japonaise : Ling Qingcheng

## Médias

### Série d'animation
La série est produite par A-1 Pictures et Aniplex, et réalisée par Atsushi Matsumoto. Les treize épisodes sont diffusés au Japon sur TV Tokyo entre le 5 avril 2010 et le 28 juin 2010.
Sentai Filmworks obtiennent les droits de la série et l'éditent en Blu-ray et DVD en août 2011. La licence de Sentai Filmworks prend fin en 2018.
Le générique d'ouverture, Yakusoku (約束), est interprété par Mucc et le générique de fin, Mirai e... (未来へ…), par Himeka (en).

#### Liste des épisodes
| No  | Titre en anglais                   | Titre original                                           | Date de 1re diffusion   |
| --- | ---------------------------------- | -------------------------------------------------------- | ----------------------- |
| 0   | The Shipboard Shoot's Conclusion   | 船上のクランクアップ Senjō no Kuranku Appu               | 23 juin 2010 (DVD)      |
| 1   | The Rescue                         | 救出行 Kyūshutsukō                                       | 5 avril 2010            |
| 2   | Rondo of Retrospection             | Kaisō no Rondo 回想のロンド                              | 12 avril 2010           |
| 3   | Shadows Fall On The Big Four       | 狙われたビッグフォー Nerawareta Biggu Fō                 | 19 avril 2010           |
| 4   | Cameras, Dumplings, and Stray Cats | カメラと包子(パオズ)と野良猫 Kamera to Baozu to Noraneko | 26 avril 2010           |
| 5   | Negative of Summer                 | 夏の陰画 Natsu no Inga                                   | 3 mai 2010              |
| 6   | An Ominous Night                   | 乱階の夜 Rankai no Yoru                                  | 10 mai 2010             |
| 6.5 | Prediction                         | 予言 Yogen                                               | 17 mai 2010             |
| 7   | The Incident                       | 事変 Jihen                                               | 18 mai 2010             |
| 7.5 | Demon of the Opium Den             | 阿片窟の悪魔 Ahenkutsu no Akuma                          | 22 septembre 2010 (DVD) |
| 8   | In the Country of Frozen Earth     | 凍土の国で Tōdo no Kuni de                               | 24 mai 2010             |
| 9   | The New Capital                    | 新しき京 Atarashiki Miyako                               | 31 mai 2010             |
| 10  | East is East                       | 東は東 Higashi wa Higashi                                | 7 juin 2010             |
| 11  | Hunt in the Dark                   | 闇の探索 Yami no Tansaku                                 | 14 juin 2010            |
| 12  | Night Raid                         | 夜襲 Yashū                                               | 21 juin 2010            |
| 13  | At Least a Fragment of Hope        | せめて希望のかけらを Semete Kibō no Kakera o             | 28 juin 2010            |
| 14  | Panther in the Snow                | 雪上の豹 Setsujou no Hyou                                | 22 décembre 2010 (DVD)  |